# Intres
Intres est une ancienne commune française située dans le département de l'Ardèche, en région Auvergne-Rhône-Alpes. Elle a fusionné le 1er janvier 2019 avec Saint-Julien-Boutières pour former Saint-Julien-d'Intres.

## Géographie

### Situation et description
La commune, traversée par le 45e parallèle nord, est de ce fait située à égale distance du pôle Nord et de l'équateur terrestre (environ 5 000 km).

## Toponymie
Le nom du lieu est attesté sous la forme Mas d’Intras (1349).

## Histoire
La commune fusionne le 1er janvier 2019 avec Saint-Julien-Boutières pour former la commune de Saint-Julien-d'Intres dont la création est actée par un arrêté du préfet de l'Ardèche en date du 12 décembre 2018.

## Politique et administration
| Période                                  | Période       | Identité        | Étiquette | Qualité |
| ---------------------------------------- | ------------- | --------------- | --------- | ------- |
| Les données manquantes sont à compléter. |               |                 |           |         |
| avant 1981                               | ?             | Paul Moula      |           |         |
| mars 2001                                | mars 2008     | Fernand Rodary  |           |         |
| mars 2008                                | décembre 2018 | Catherine Faure |           |         |

## Population et société

### Démographie
L'évolution du nombre d'habitants est connue à travers les recensements de la population effectués dans la commune depuis 1911. Pour les communes de moins de 10 000 habitants, une enquête de recensement portant sur toute la population est réalisée tous les cinq ans, les populations de référence des années intermédiaires étant quant à elles estimées par interpolation ou extrapolation. Pour la commune, le premier recensement exhaustif entrant dans le cadre du nouveau dispositif a été réalisé en 2008.

En 2016, la commune comptait 157 habitants, en évolution de +37,72 % par rapport à 2010 (Ardèche : +2,48 %, France hors Mayotte : +2,11 %).
| 1911 | 1921 | 1926 | 1931 | 1936 | 1946 | 1954 | 1962 | 1968 |
| ---- | ---- | ---- | ---- | ---- | ---- | ---- | ---- | ---- |
| 530  | 522  | 469  | 392  | 377  | 374  | 316  | 249  | 199  |

| 1975 | 1982 | 1990 | 1999 | 2006 | 2008 | 2013 | 2016 | - |
| ---- | ---- | ---- | ---- | ---- | ---- | ---- | ---- | - |
| 188  | 143  | 136  | 122  | 117  | 116  | 150  | 157  | - |

## Culture locale et patrimoine

### Lieux et monuments
À l'occasion du centenaire d'Intres, en 2011, la municipalité a souhaité créer le « Sentier du Centenaire ». Randonnée d'une longueur de 6 km, elle permet de découvrir, au travers de onze panneaux illustrés, l'histoire de la commune : la tradition de la passementerie, le temple, les petits cimetières familiaux privés protestants, l'ancienne voie de chemin de fer et ses stations, les traditions agricoles, les « justes », le photographe Charles Champ... Le départ du sentier est au cœur du village, près de l'aire de pique-nique aménagée. Ce sentier a reçu le soutien du parc naturel régional des Monts d'Ardèche, l'association de randonnée "des chemins oubliés", le comité historique des Boutières ont participé à sa réalisation.

### Personnalités liées à la commune

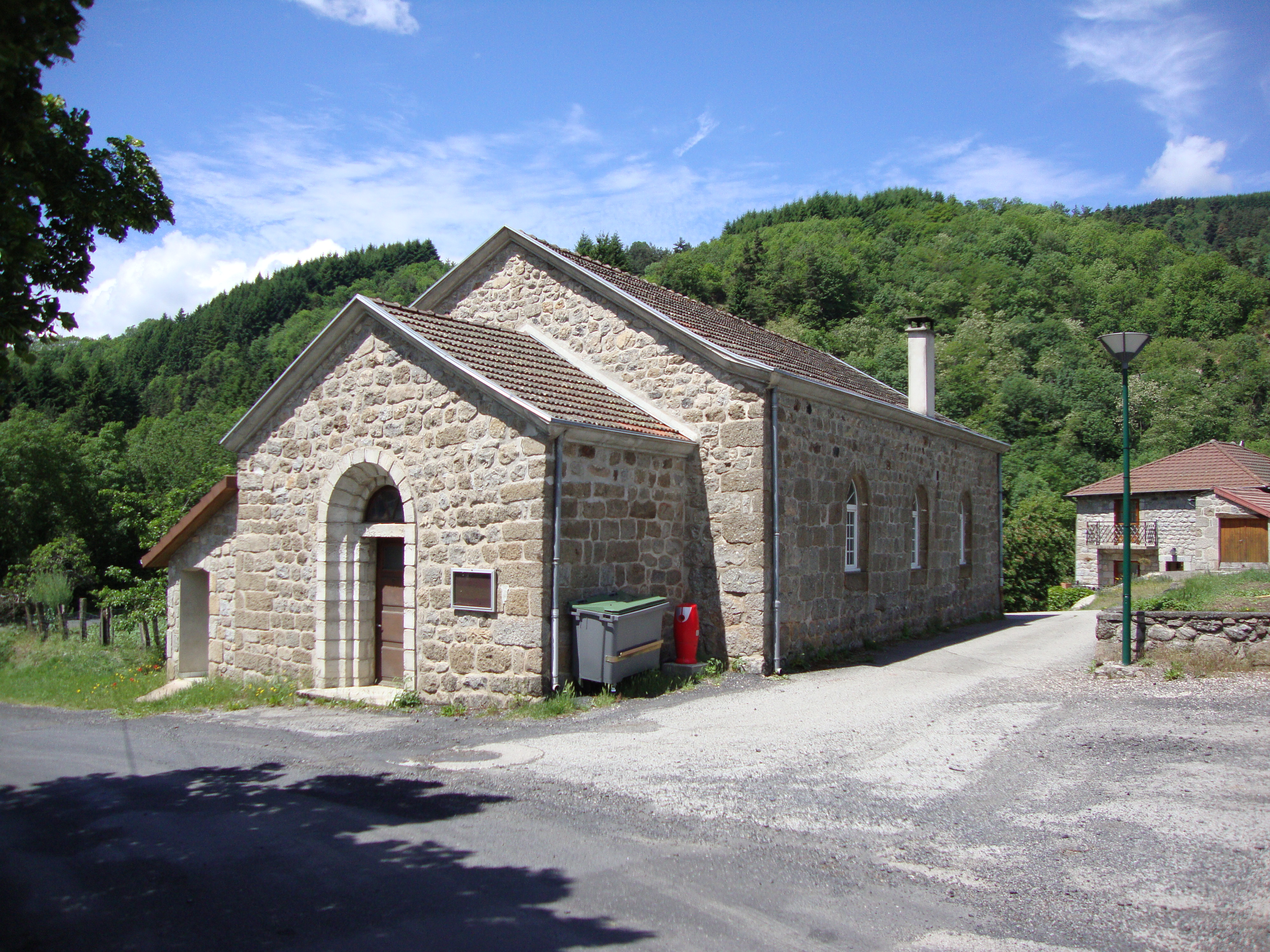
Intres, le temple.
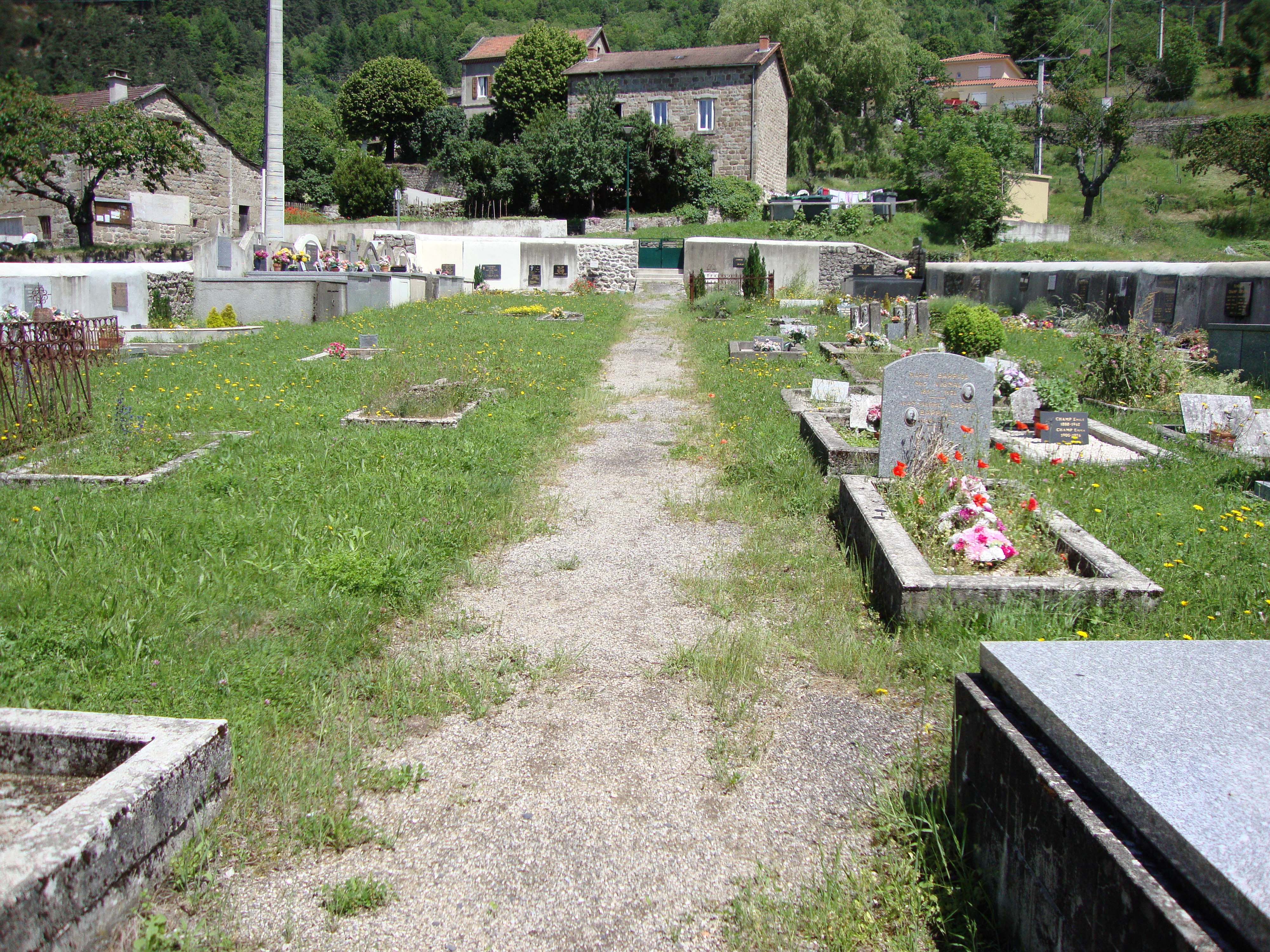
Intres, le cimetière.
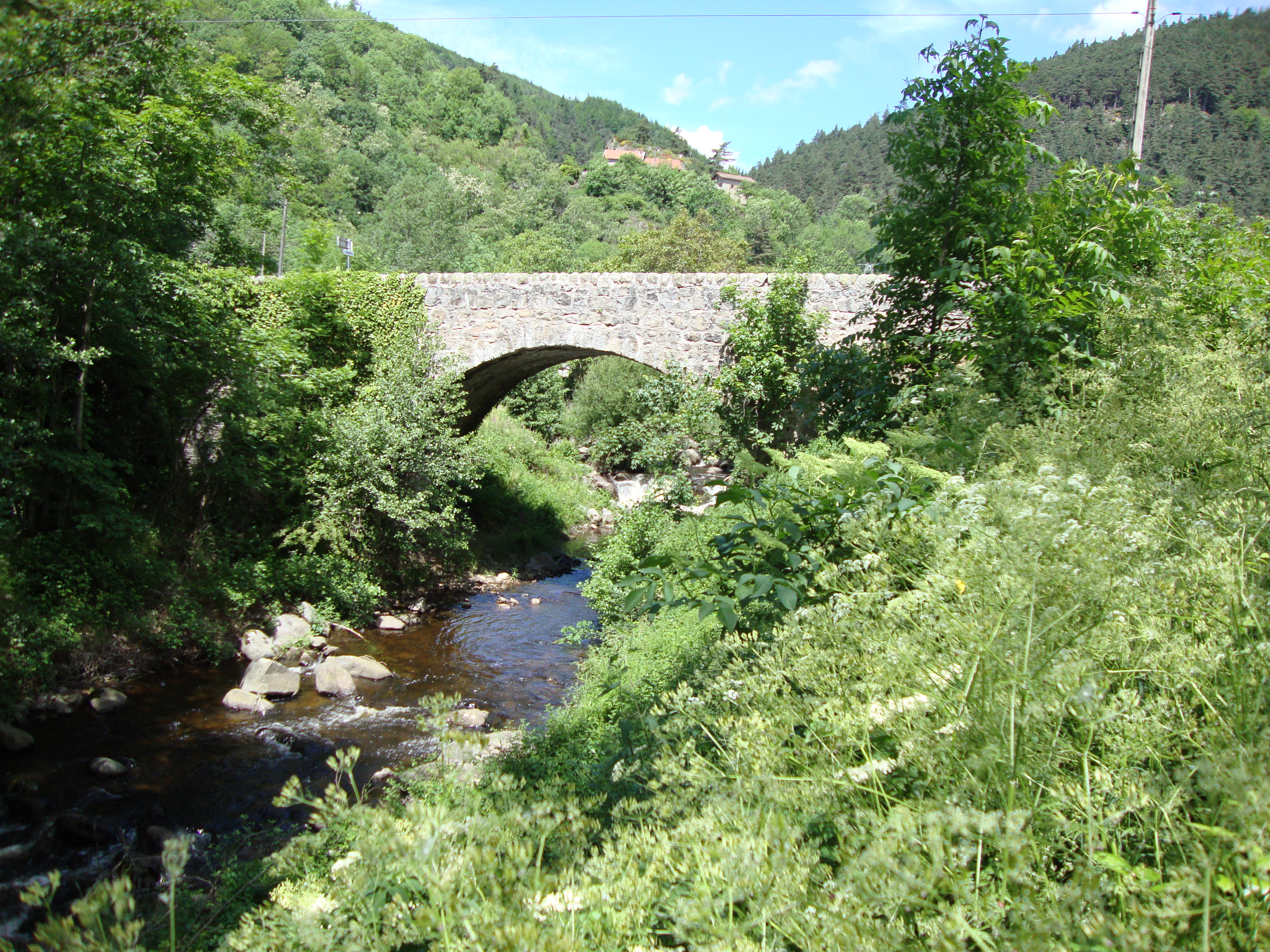
Intres, pont sur l'Eyrieux.
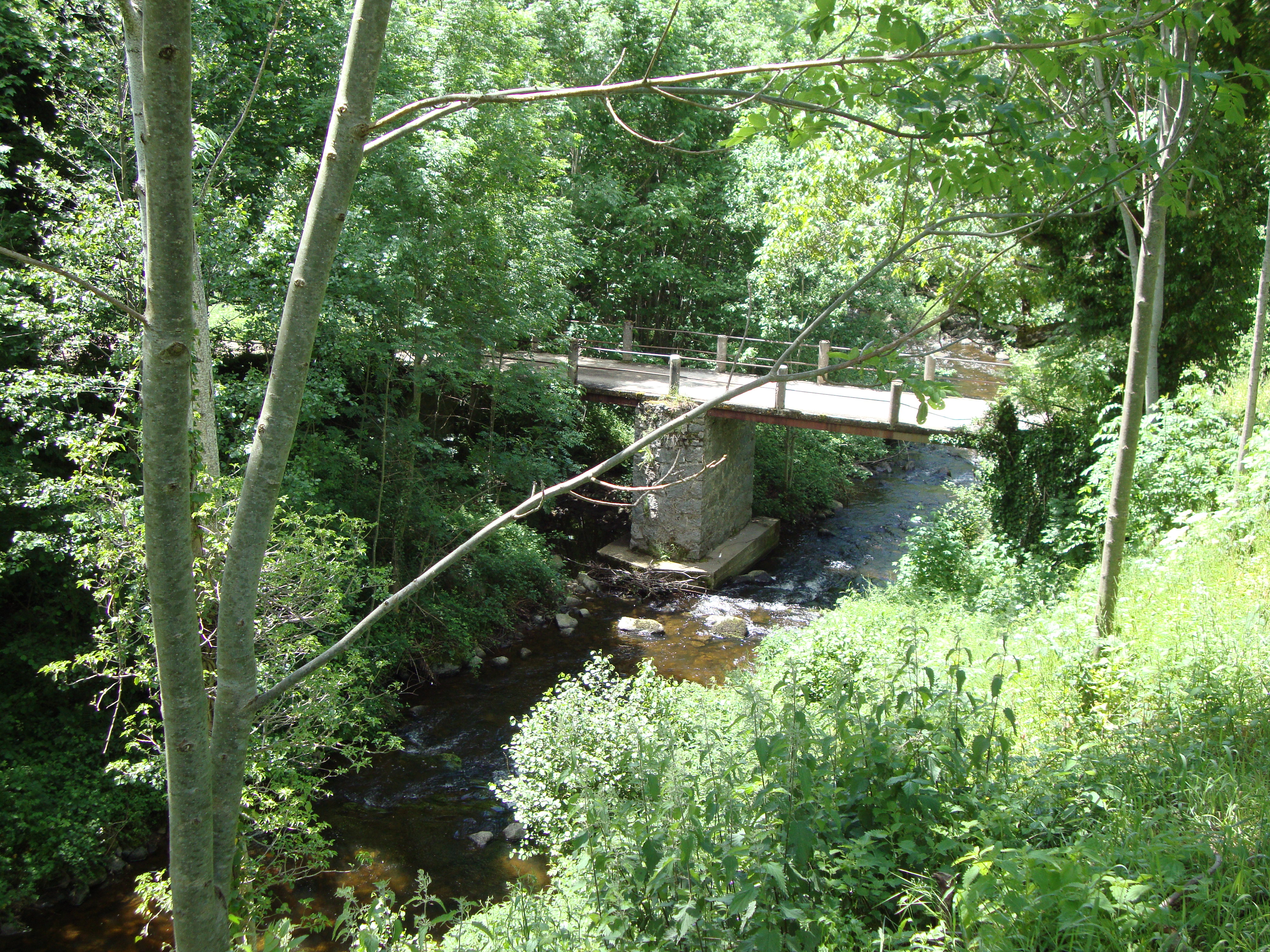
Intres, ruisseau l'Aiguenayre.
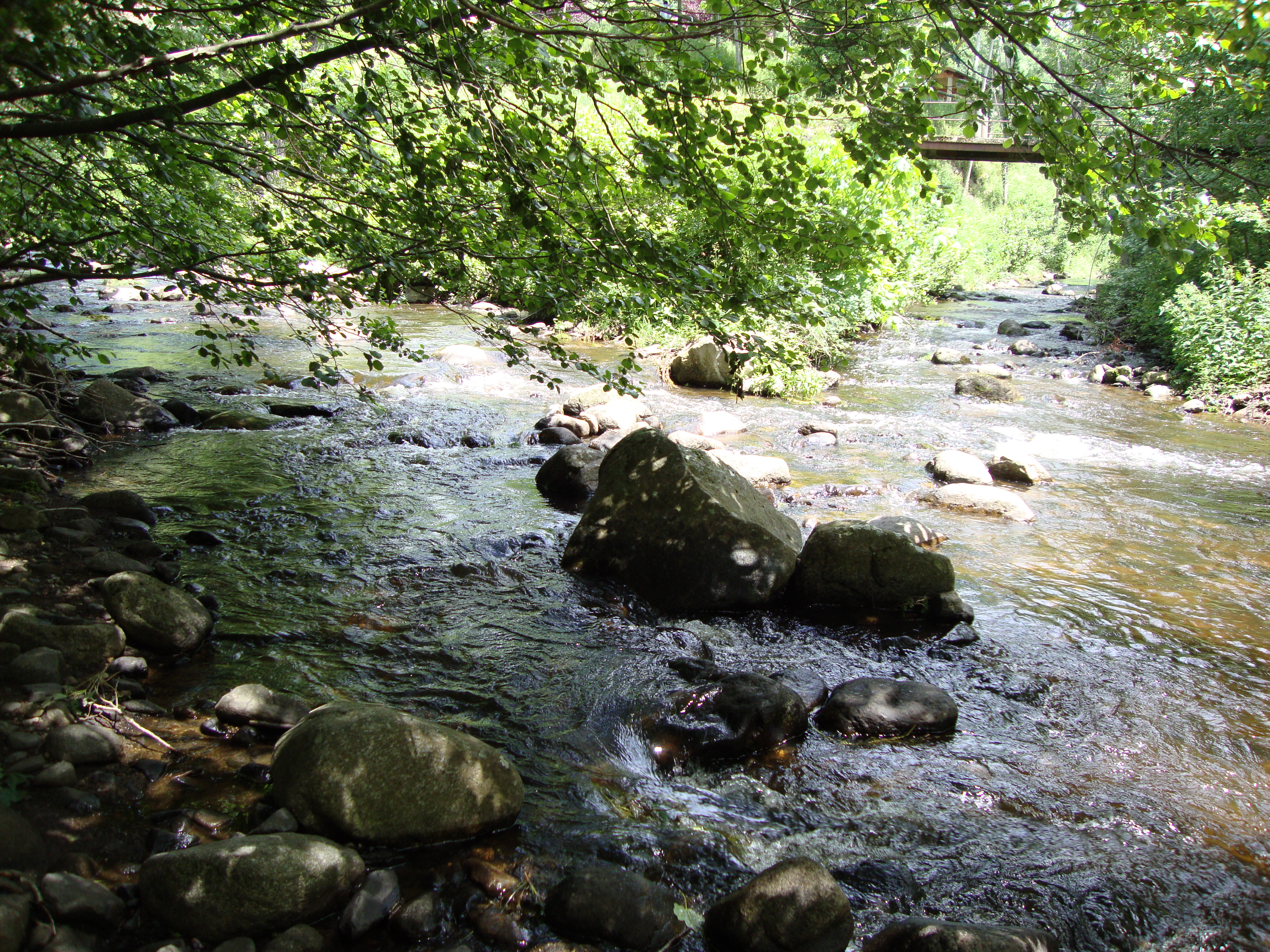
L'Aiguenayre débouchant dans l'Eyrieux.